# Arte huno

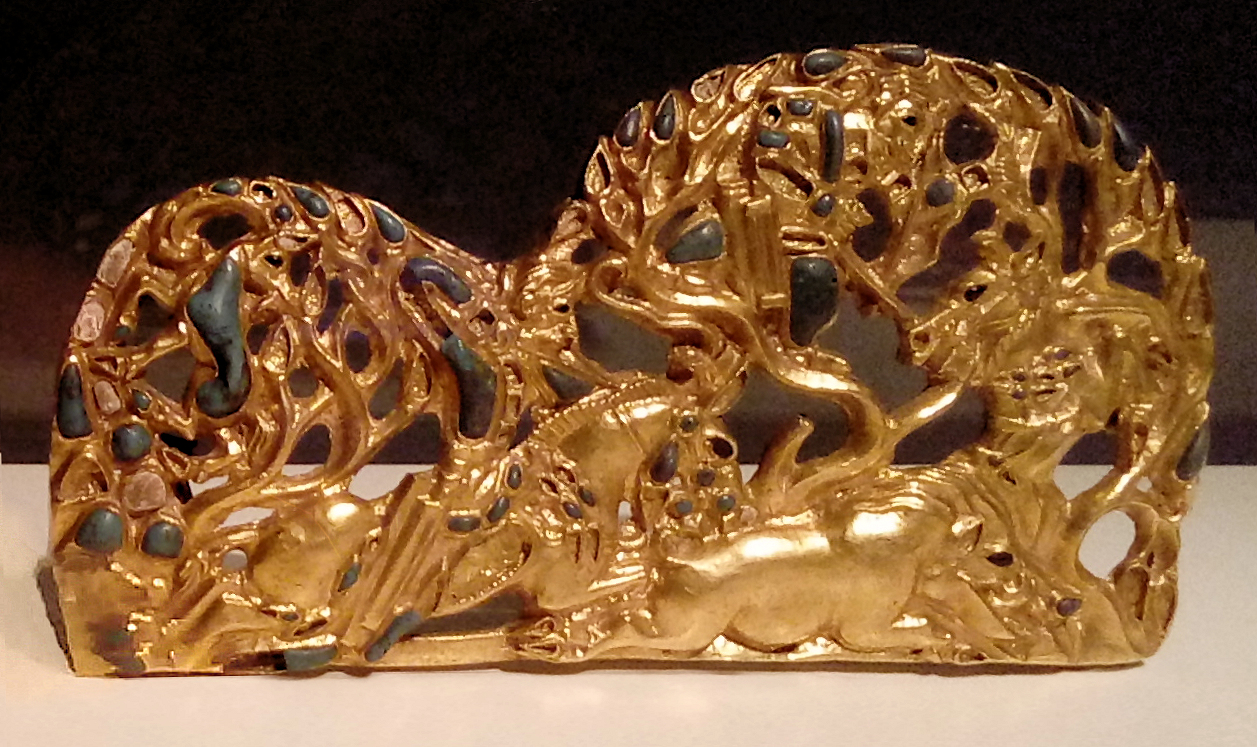
Adornos para caballos

El arte huno abarca todas las formas artísticas elaboradas por los hunos, un pueblo extinto de Asia Central y Oriental, durante su estancia en Europa entre el año 370 y el 470 d. C.
El arte huno consiste principalmente en calderos, vasijas y joyas, con collares, fíbulas y brazaletes. Los motivos de estos objetos suelen representar  a animales, árboles y formas espirales. Este estilo artístico ejerció una profunda influencia en el arte germánico y europeo, provocando un alejamiento del modelo grecorromano. El arte huno se inspiró en el arte chino y en el arte persa (especialmente el procedente de la zona iraní oriental).

## Historia

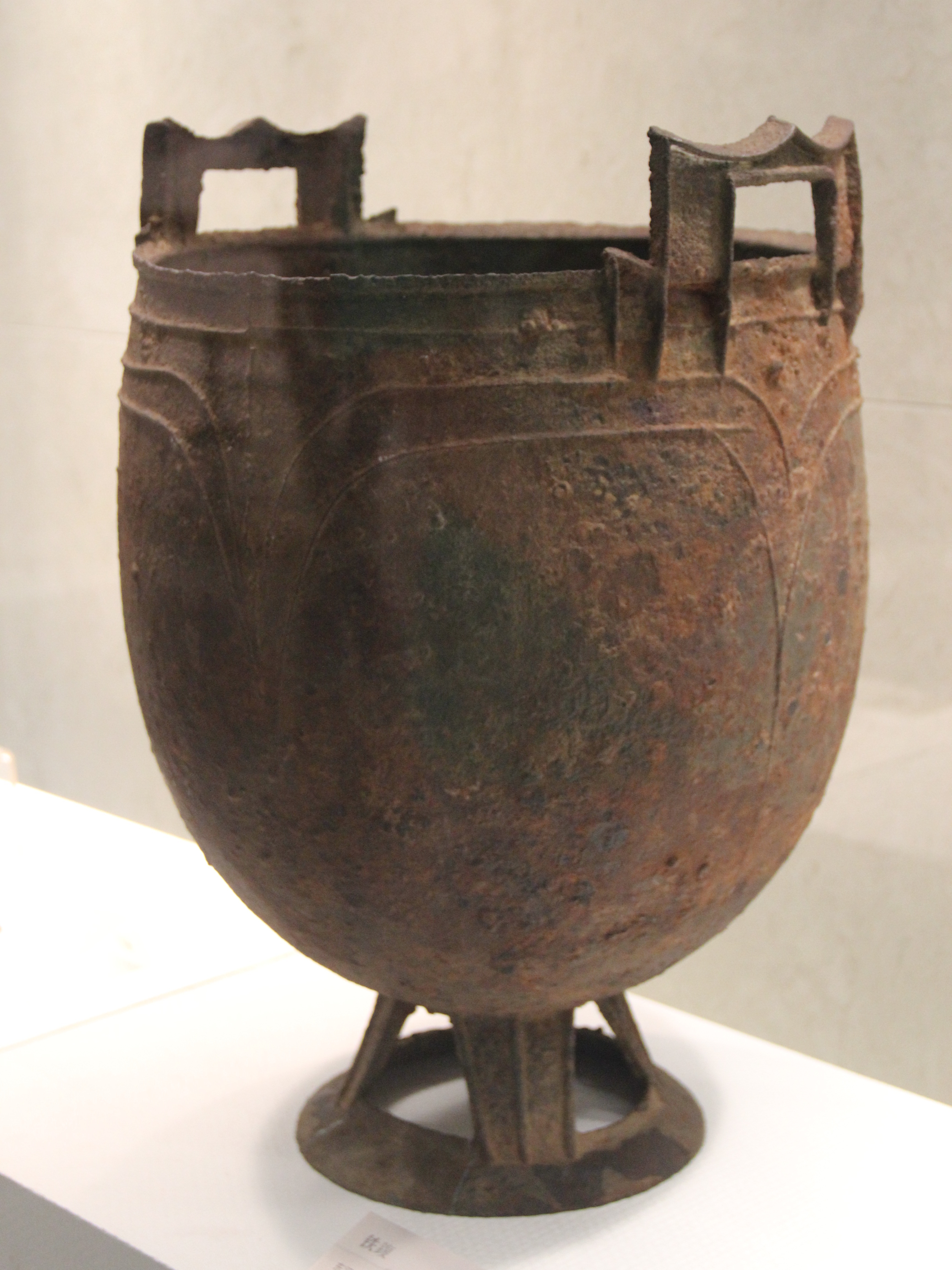
Caldero de Sinkiang. Museo Provincial de Henan (Zhengzhou)

Entre los ejemplos del primitivo arte huno se encuentran las diademas encontradas en Kanattas, cerca del lago Baljash, al este de Kazajistán, la tierra originaria de los hunos. Se han descubierto objetos similares en Ucrania y Hungría. Estos materiales también son importantes desde el punto de vista histórico, ya que reflejan la migración de los hunos hacia el oeste.
La producción de arte huno se concentra especialmente en calderos, vasijas y joyas, así como collares y brazaletes, que los hunos introdujeron entre los pueblos germánicos. Otras características artísticas son el uso del oro, los guarniciones y la granulación. Se han descubierto numerosas diademas de oro en las tumbas de mujeres hunas. Los motivos artísticos habituales son formas espirales, árboles y animales, como caballos, ciervos, cigarras y aves de presa.
El arte huno influyó decisivamente en el arte de los pueblos germánicos y algunos historiadores lo consideran un elemento de transformación del arte europeo, que adoptó influencias orientales, especialmente del arte persa y alejándose del modelo grecorromano. Por ejemplo, entre los visigodos y los gépidos se popularizó el espejo de bronce huno. Los burgundios y los francos imitaron el arte y los vestimentas de los hunos, que a su vez también influyeron en el armamento de los alamanes y otros pueblos germánicos.

### Calderos

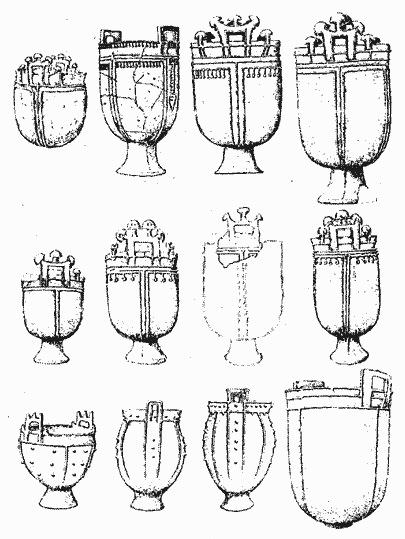
Diferentes tipos de calderos hunos

Los calderos son uno de los restos arqueológicos más destacados de los hunos. En última instancia, derivan de los calderos de los xiongnu (una confederación de pueblos nómadas de las estepas en lo que hoy es Mongolia). No sólo los calderos de los xiongnu y lde los hunos son prácticamente idénticos, sino que también se localizaron en lugares similares (por ejemplo, en las orillas de los ríos), lo que también evidenciaría una continuidad de los rituales. El hallazgo de estos objetos en la región de Altái demuestra arqueológicamente que algunos hunos vivieron durante un tiempo en los flancos de las montañas de Altái antes de emigrar más al oeste, como confirma el Wei Shu, que afirma que en el siglo V algunos miembros de los xiongnu aún vivían en esta región. La presencia de este objeto permite rastrear la migración de los hunos del este hasta el oeste en este periodo. Se han encontrado ejemplares en lugares tan occidentales como Alemania o, más discutiblemente, en Francia y en áreas tan orientales como Lipnyagova, Kyzyl-Adyr y Sinkiang (China).

Los hunos utilizaban estos calderos para cocinar, para fines rituales o para ambas cosas. Existe un consenso académico general de que los calderos hunos se pueden dividir esencialmente en dos grupos principales: uno formado por las piezas con asas rectangulares consideradas más arcaicas porque generalmente se han encontrado en las áreas este y norte de la distribución general de calderos localizados y otro grupo formado por los ejemplares con asas adornadas con salientes en forma de seta que aparecieron con toda probabilidad en el siglo IV.

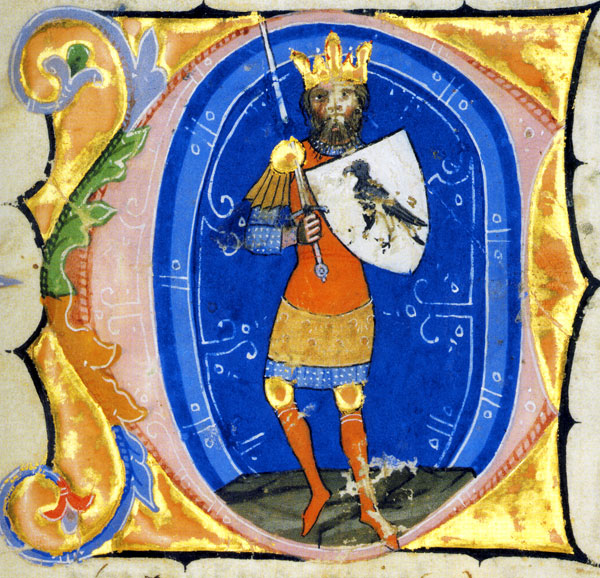
Atila con el Turul representado en su escudo. Imagen del libro Chronicon Pictum, (Biblioteca Nacional de Hungría)

El uso de figuras en forma de seta para decorar vasijas, sobre todo con fines rituales, era típico del arte chino, a partir de la dinastía Shang. Otra característica de los calderos hunos es el uso de los llamados motivos "péndulos". La mayoría de los historiadores consideran que estos motivos, que imitan borlas o cenefas colgantes, se inspiran en tejidos o posiblemente en la marroquinería. Este tipo de colgantes también aparecen en las vasijas de bronce chinas. Algunos estudiosos consideran a los calderos hunos muy semejantes a los calderos mongoles y del norte de China en contra de la tesis que defiende la relación directa entre los calderos hunos y los de los calderos sármatas o escitas. Consideran que los calderos hunos son un grupo distintivo entre los calderos nómadas: aparecen de manera repentina e inesperada en el sentido de que representan una variante formal dominada por un tipo que va en contra de la secuencia de desarrollo sármata tardío y tiene un rango de mayor tamaño. Aparte de unas "breves reseñas sobre las técnicas de fabricación", no se han realizado estudios concretos sobre la técnica de fabricación de los calderos hunos, aun así algunos autores destacan tanto las semejanzas de fabricación de este objeto entre los chinos y los hunos, así como en las similitudes de costumbres sobre el procedimiento de dañar o romper deliberadamente los calderos tal y como se hacía en China y otros pueblos del Asia interior.

### Turul
En algunos enterramientos hunos de los siglos iv y v se encontraron varios objetos con decoraciones del Turul, una ave de presa mítica que diversas leyendas populares la se asociaban con Atila en particular y con el pueblo huno en general. En las crónicas húngaras, el Turul también se considera el ancestro de los gobernantes húngaros, la  casa de Árpad. Según el cronista húngaro Simón de Kéza, dicha ave era el estandarte de Atila. Las tribus túrquicas y ugrias creían en este dios-águila creador del universo, aunque no hay pruebas de que también los hunos compartieran esta creencia. Algunos estudiosos afirman que el Turul no sería la representación divina más importante de los hunos y consideran que si dicha ave era uno de los motivos artísticos destacados de la época de Atila no es más que una evidencia del empobrecimiento del arte huno de este periodo.

## Gallería

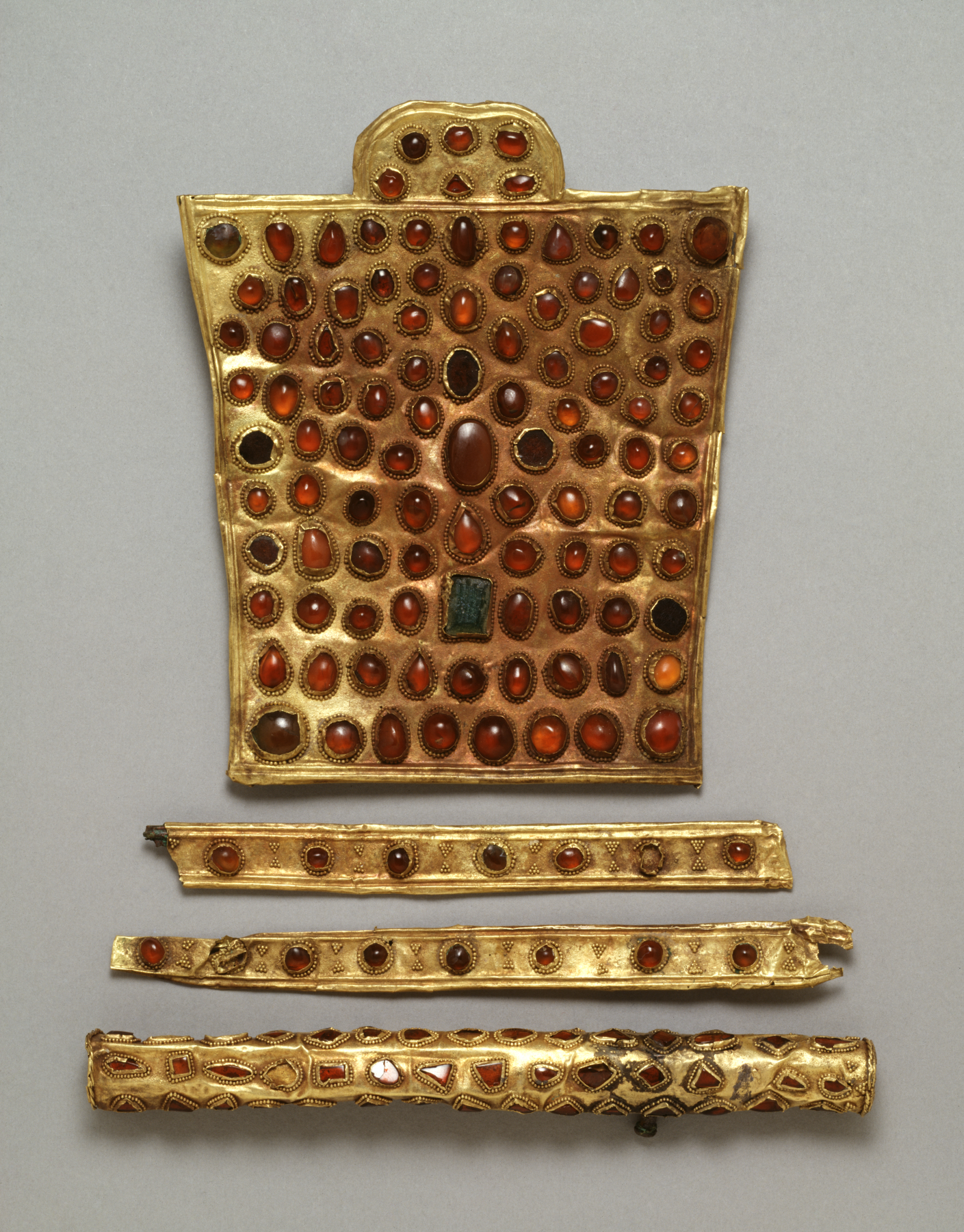
Conjunto de adornos para caballos, siglo IV.
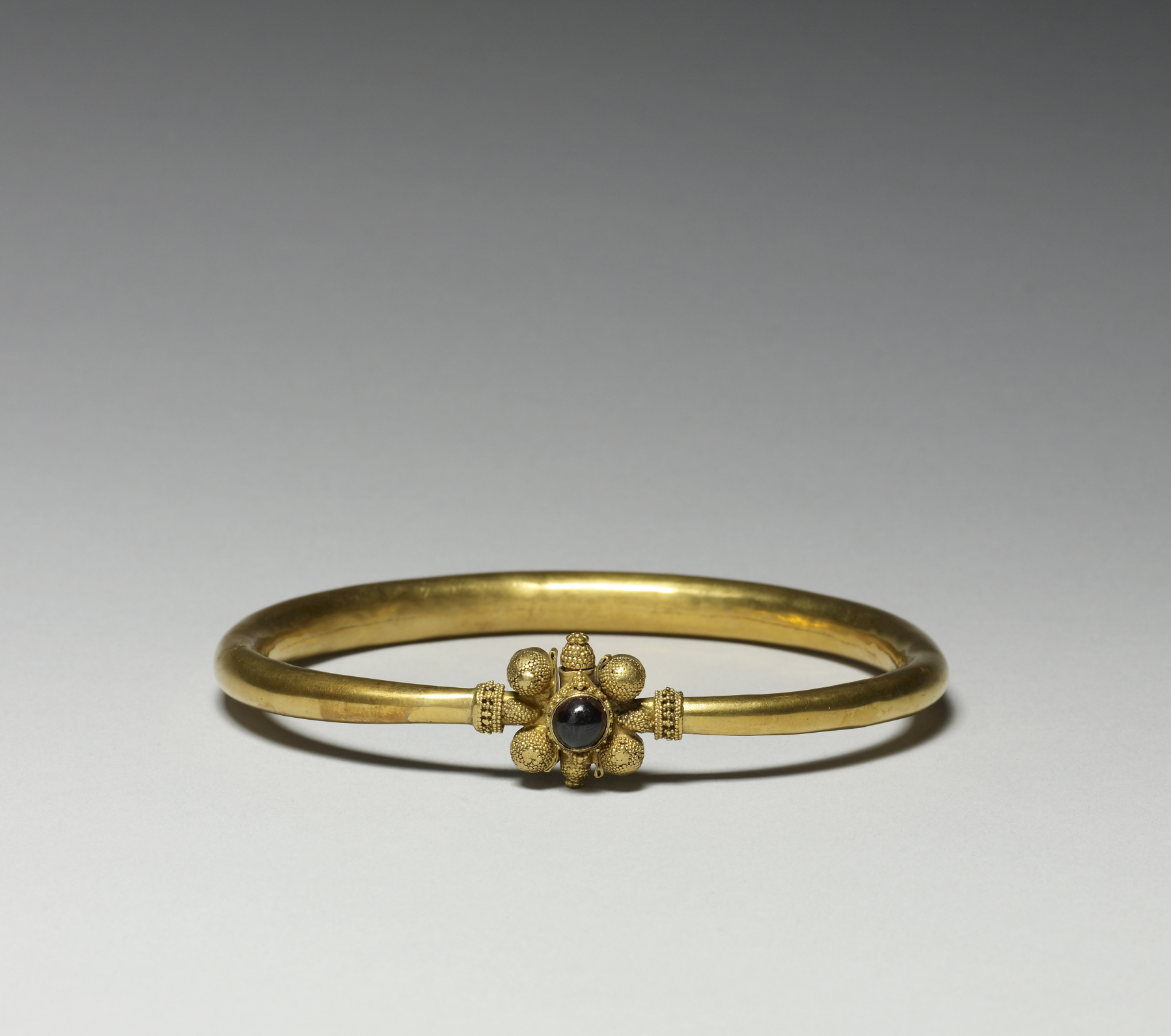
Brazalete, siglo V.
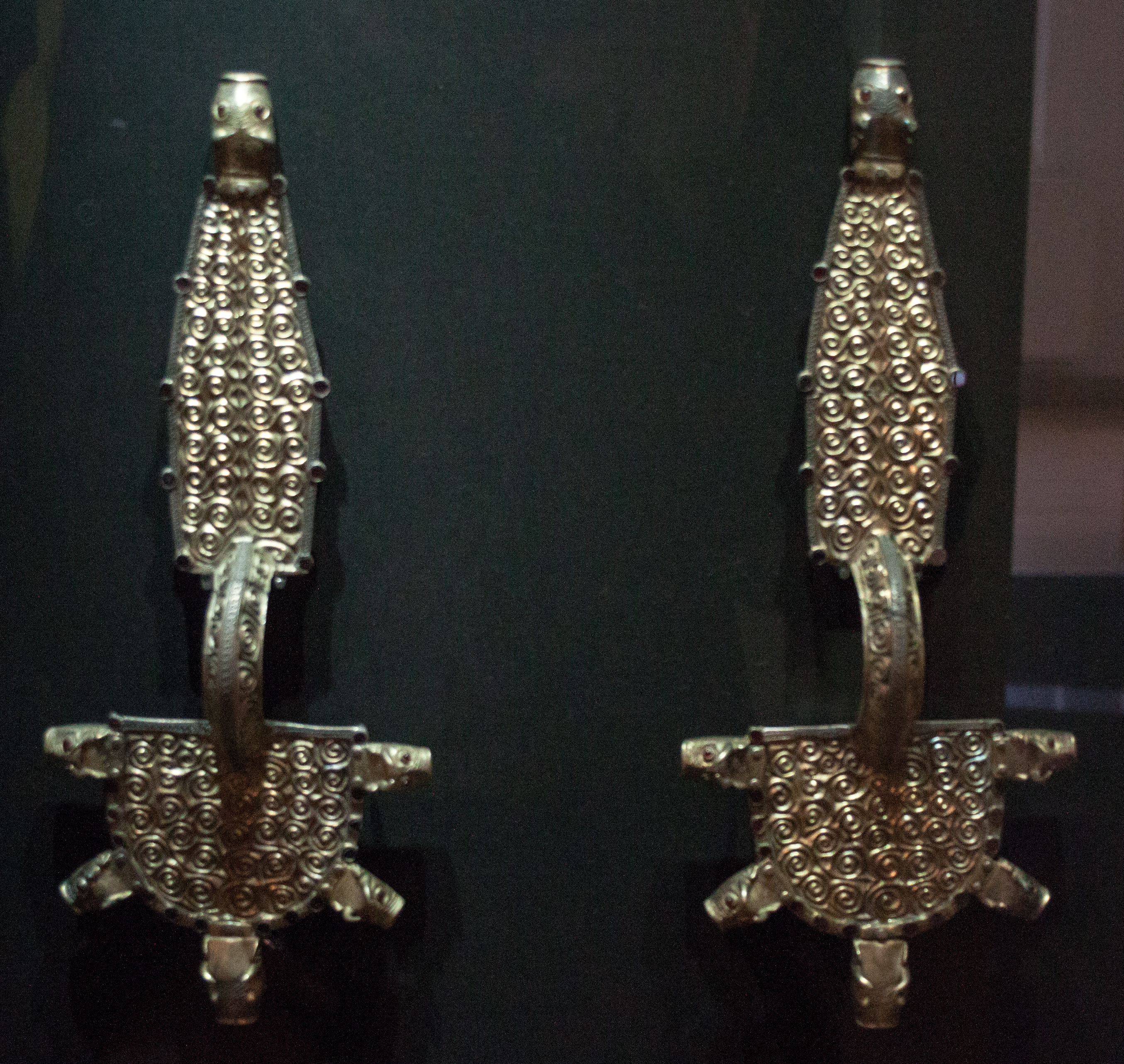
Fíbulas de plata.
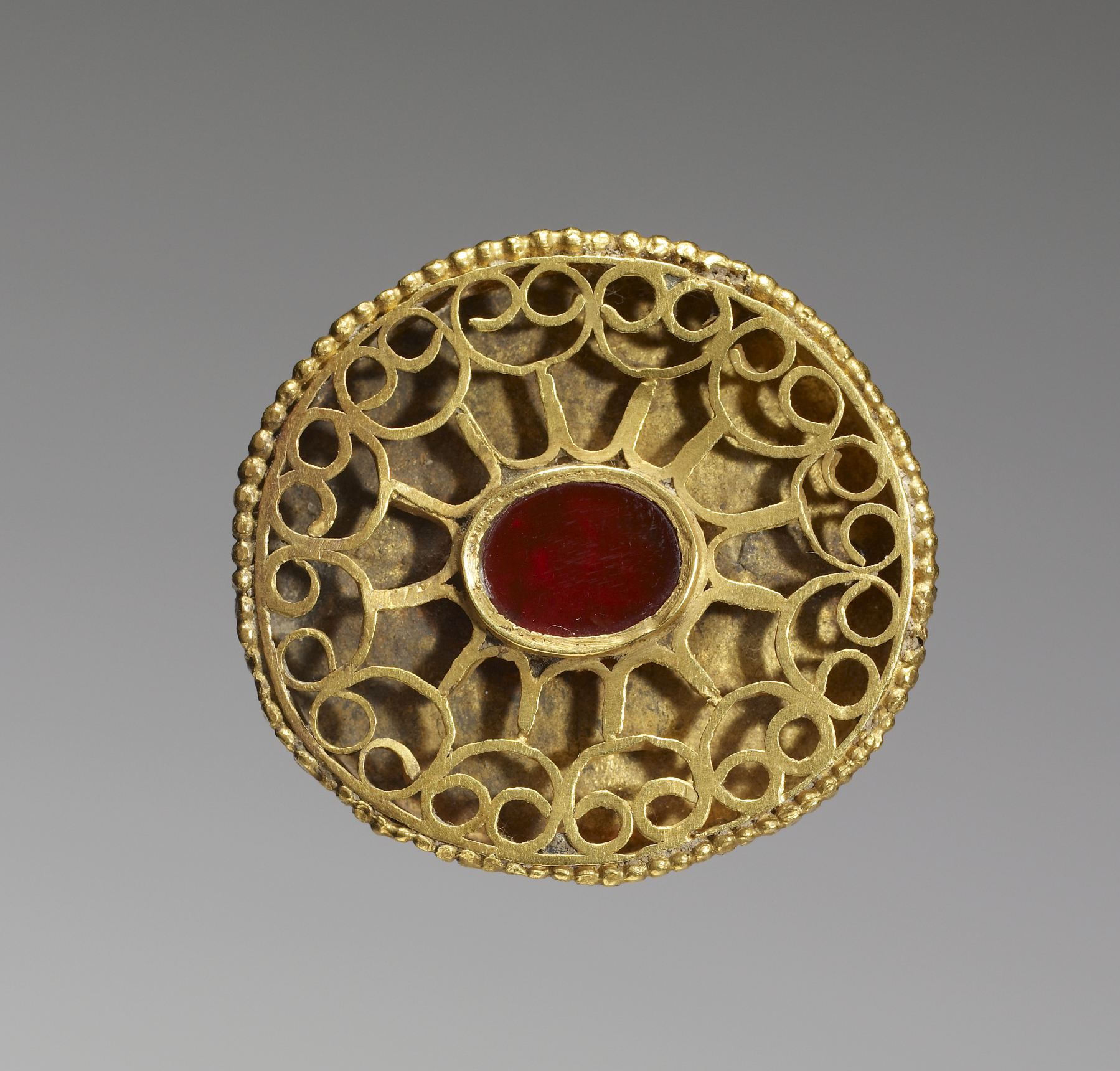
Fíbula ovalada, siglo IV.
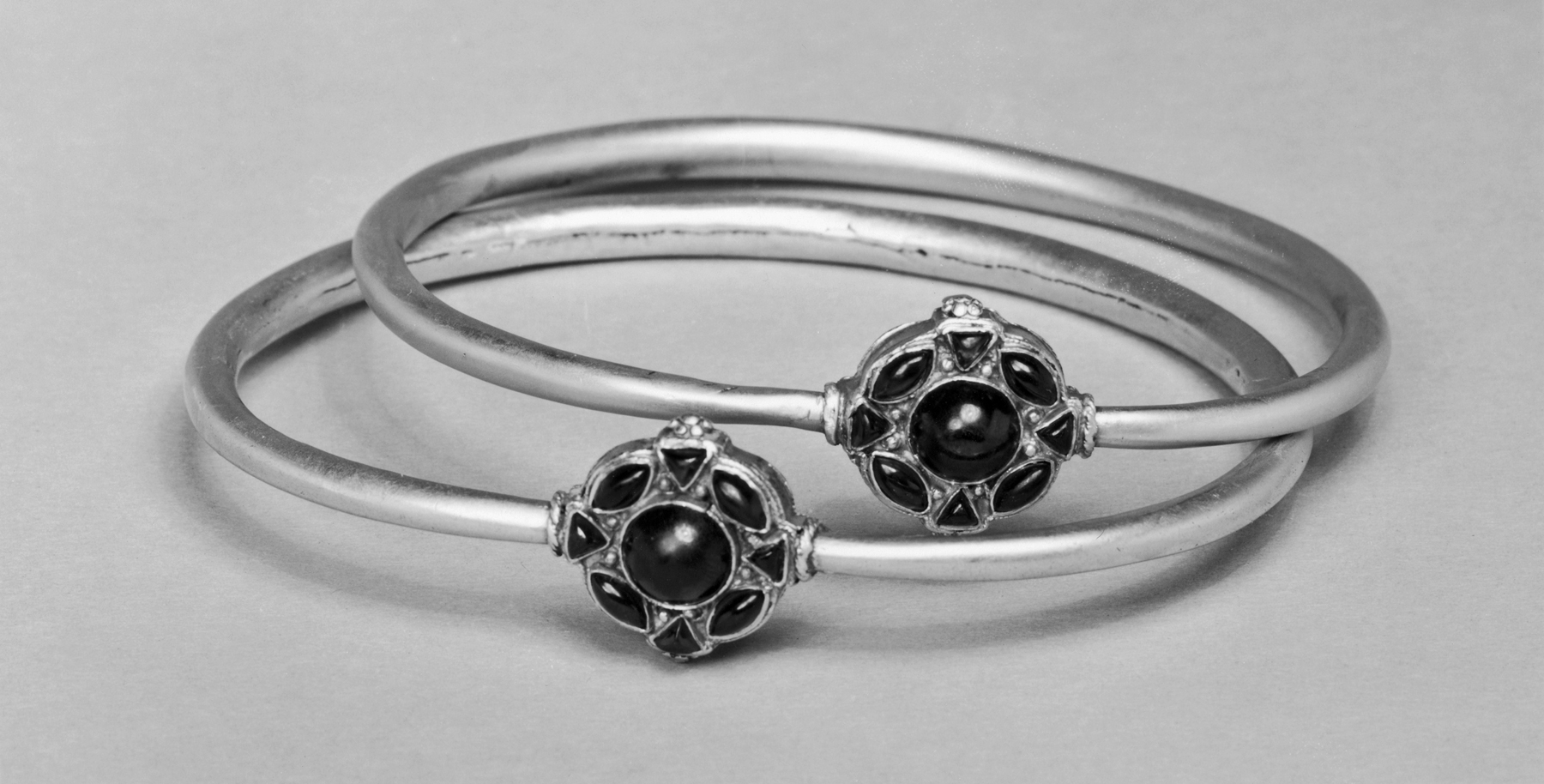
Brazaletes, principios del siglo V.
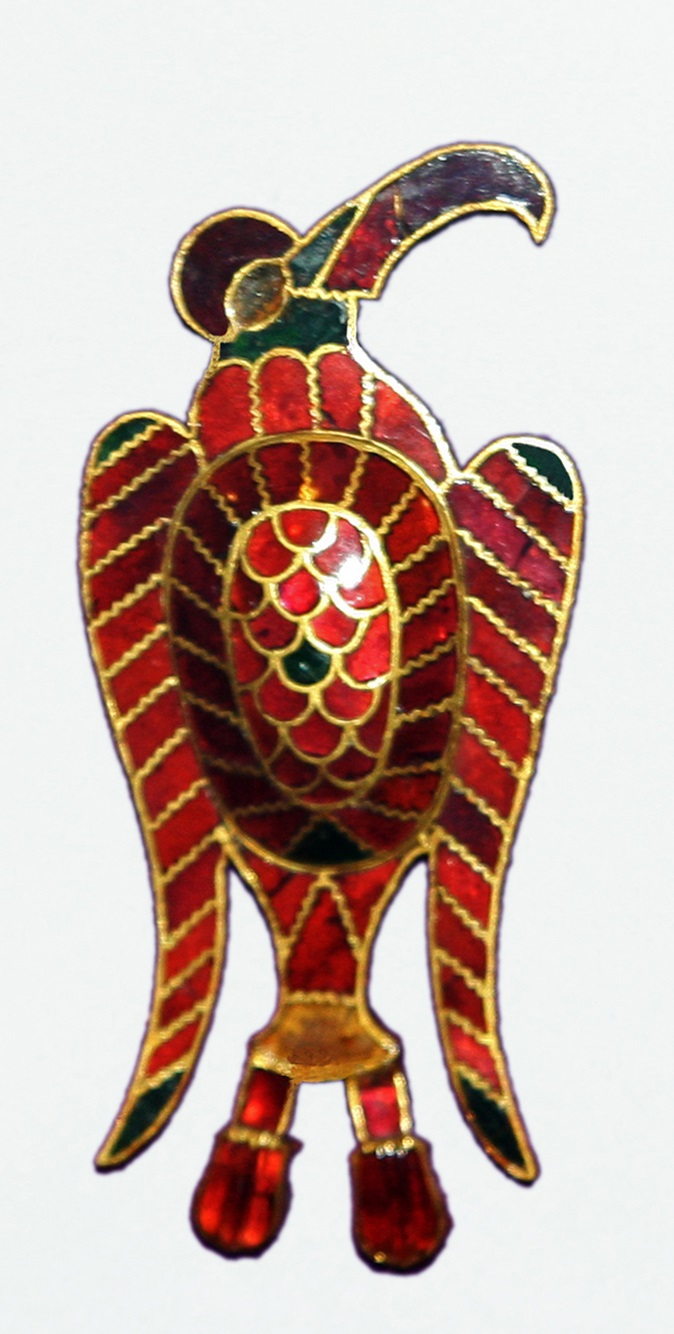
Accesorio de montura de un príncipe gépido.
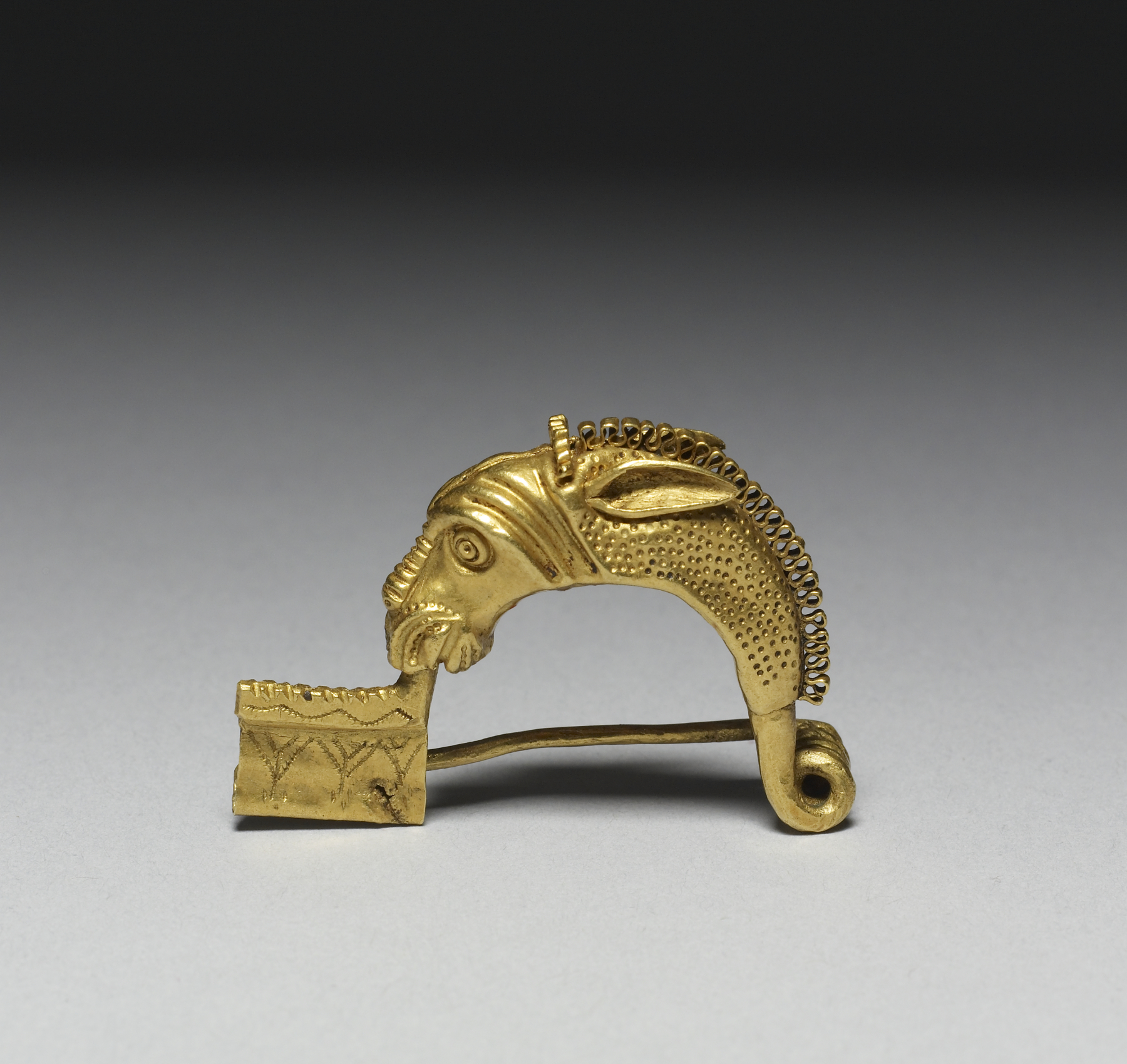
Fíbula con forma de cabeza de caballo.
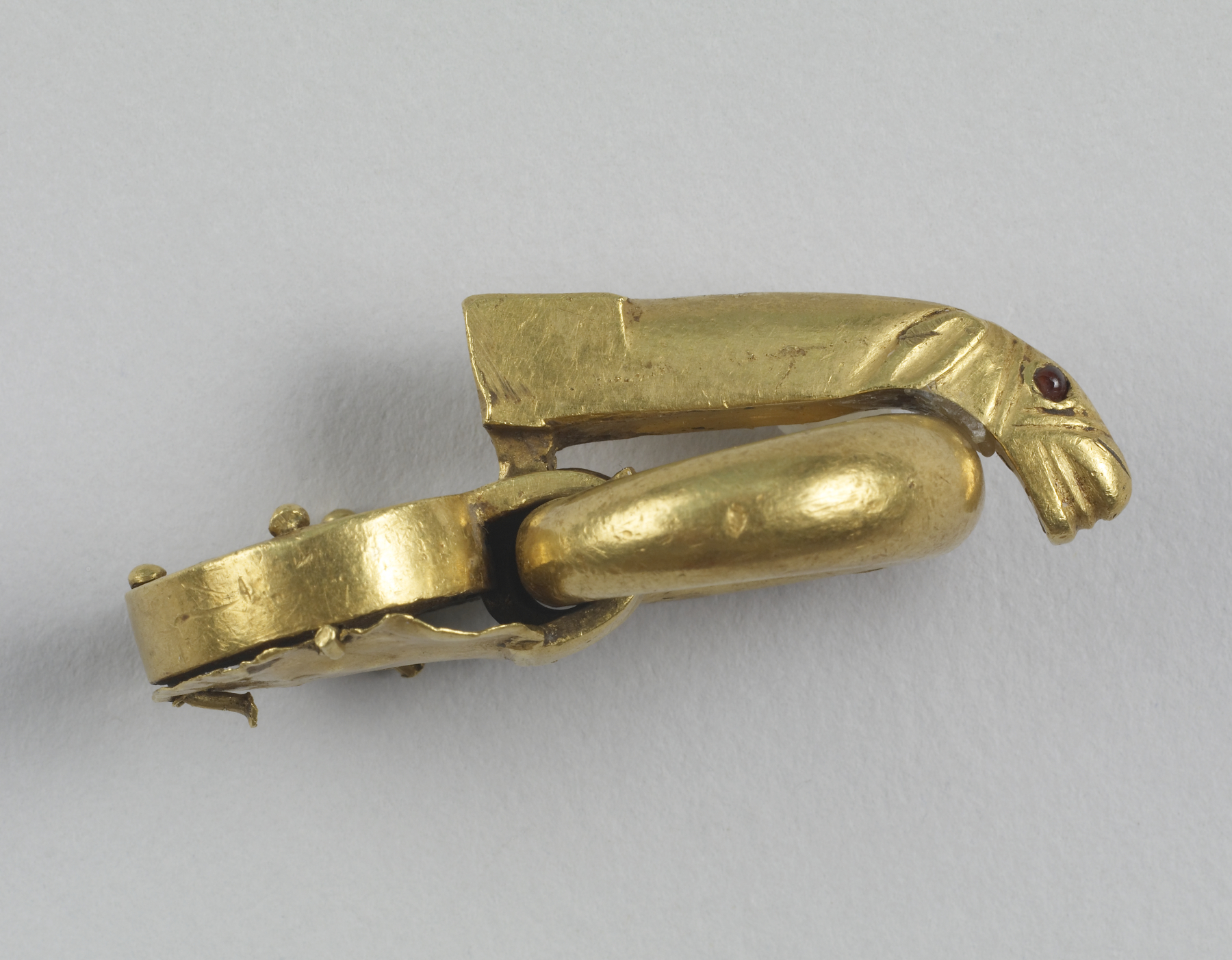
Hebilla de zapato.
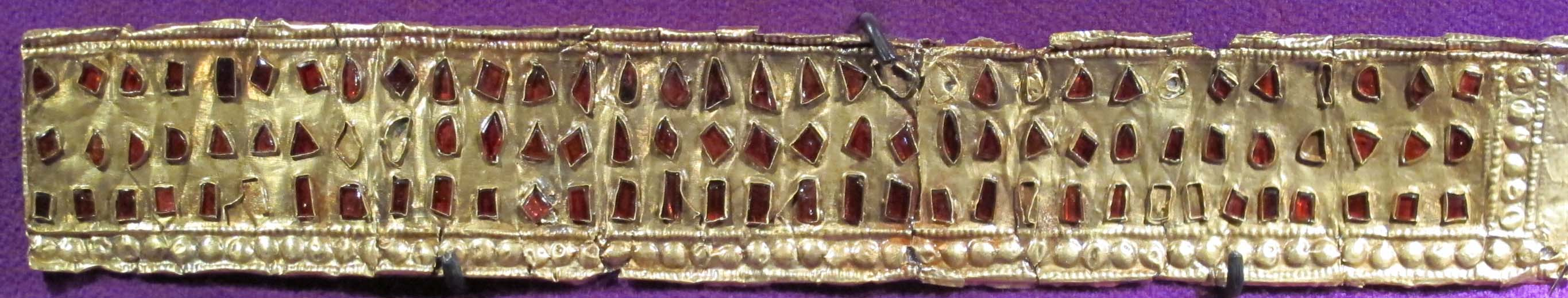
Diadema.
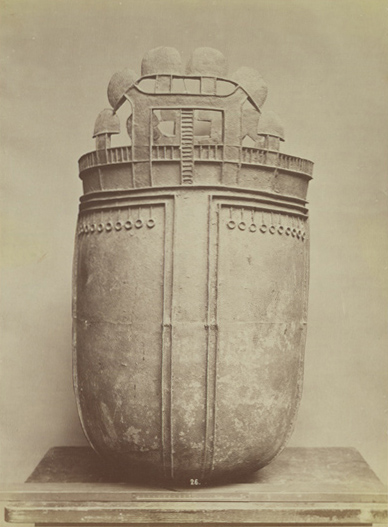
Caldero huno hallado en los márgenes de la llanura aluvial del Tisza.
Detalle del petroglifo huno que representa rituales con caldero, encontrado en una roca del monte Kyzil Kaja, Zona de Minusinsk, al oeste del Yeniséi, cerca del río Uybat, en el antiguo territorio Xiongnu.
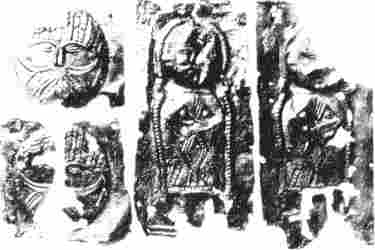
Máscara hallada en la localidad de Dunaújváros, en el Danubio, datada en el siglo V d. C.